# Saint-Pryvé-Saint-Mesmin
Saint-Pryvé-Saint-Mesmin is een gemeente in het Franse departement Loiret (regio Centre-Val de Loire). De plaats maakt deel uit van het arrondissement Orléans. Saint-Pryvé-Saint-Mesmin telde op 1 januari 2022 6.200 inwoners.

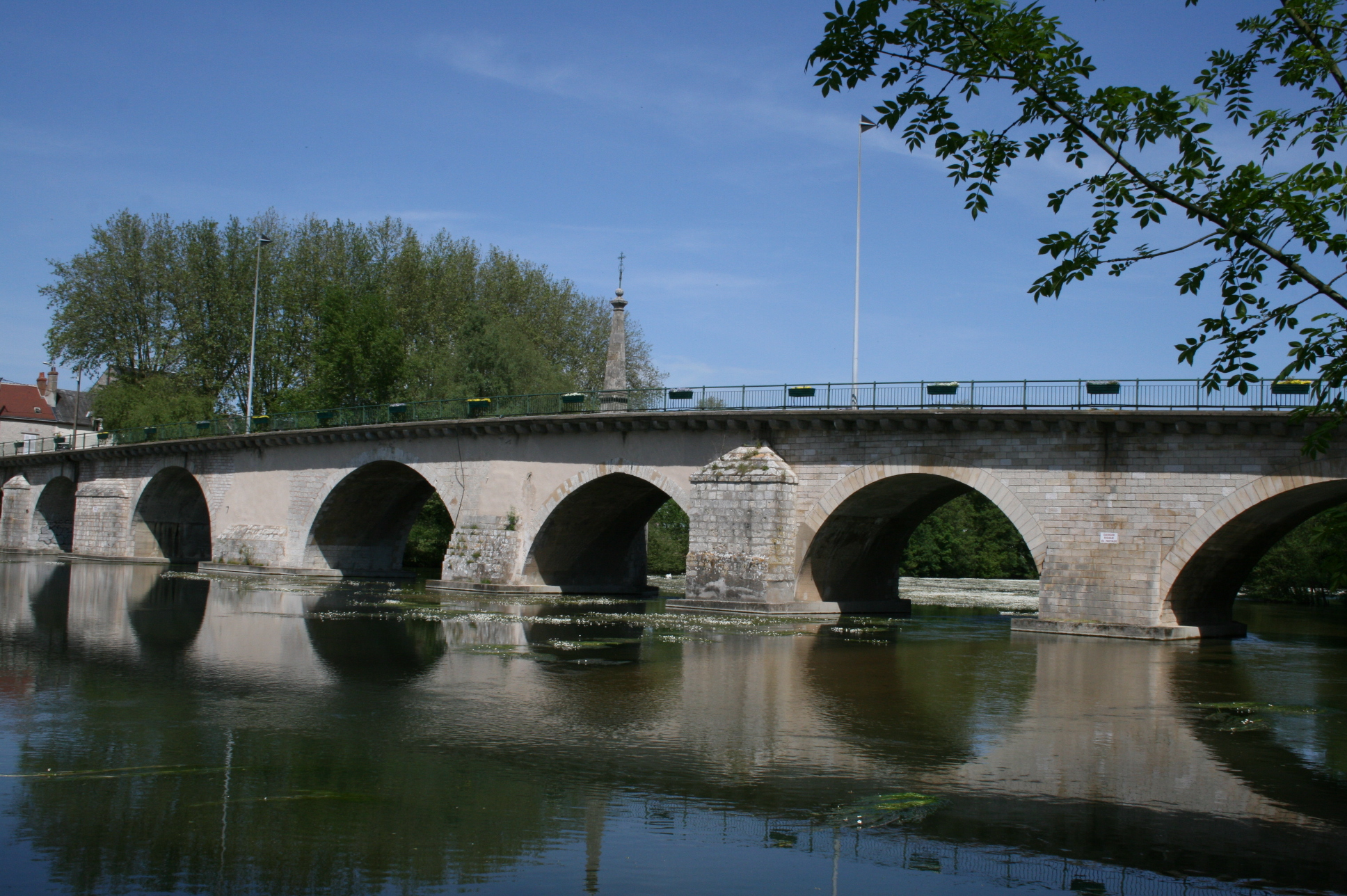
Brug Saint-Nicolas bij Saint-Pryvé-Saint-Mesmin
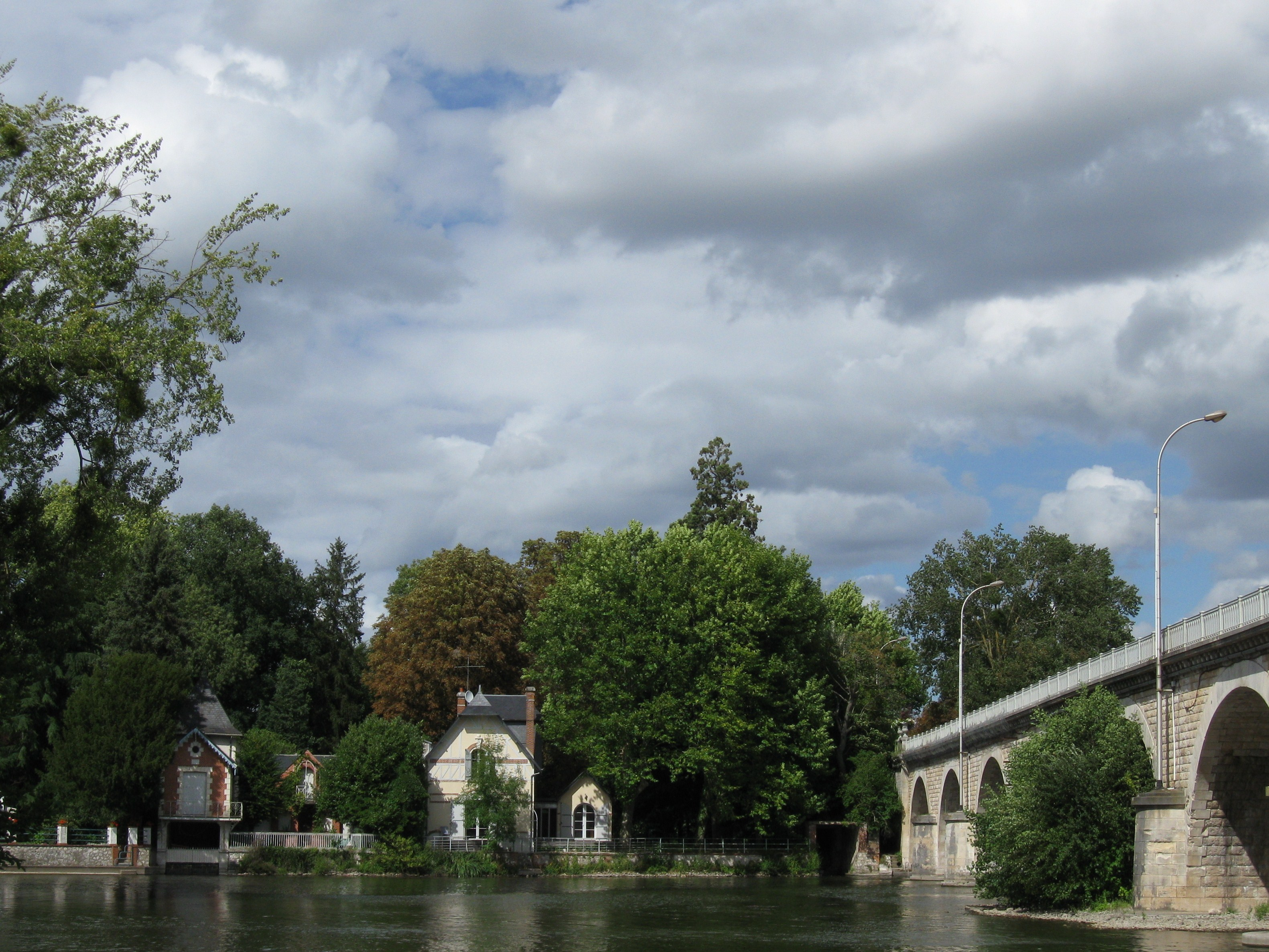
Pont d'Olivet bij Saint-Pryvé-Saint-Mesmin
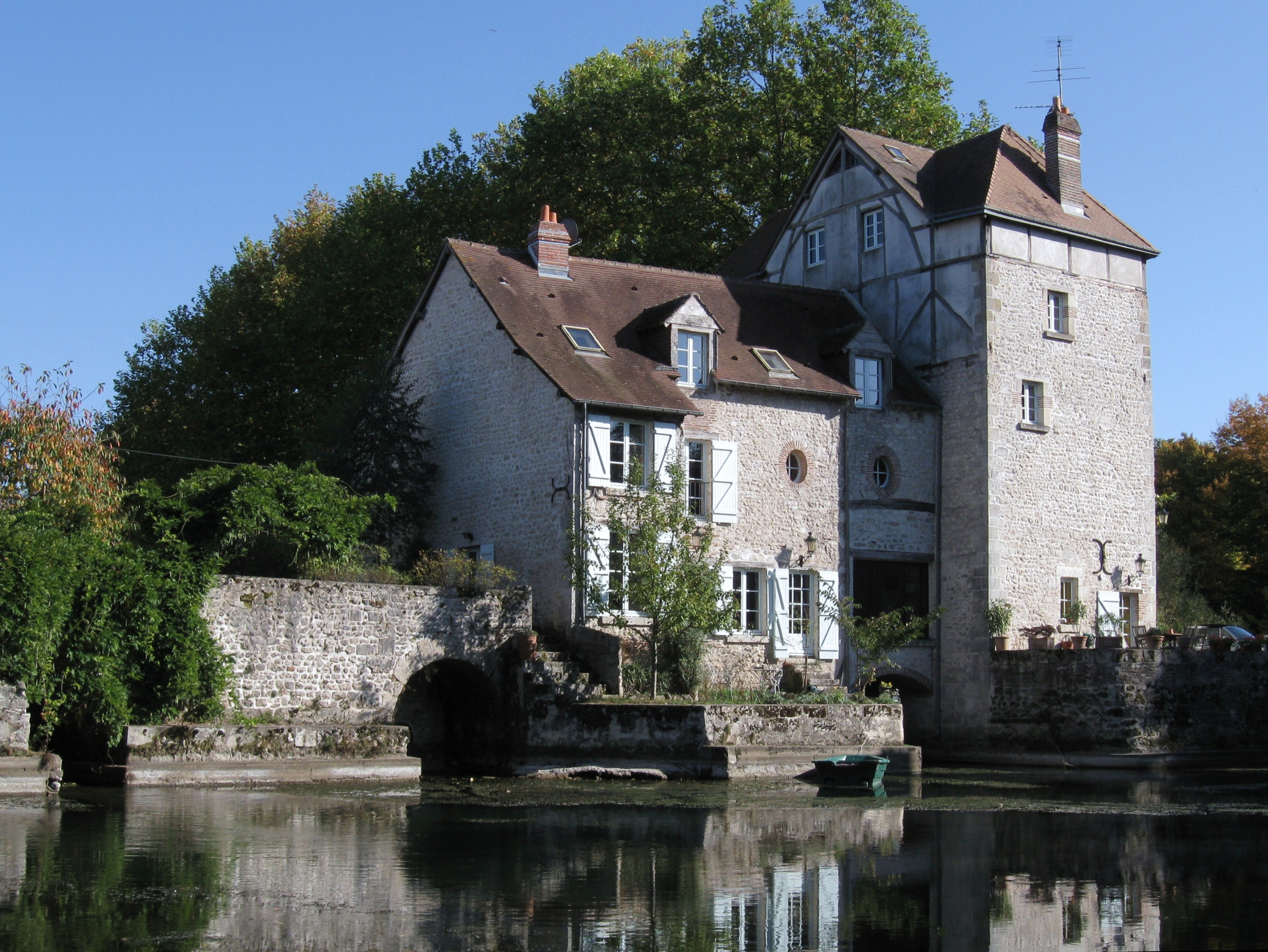
Chaussée des Tracreniers
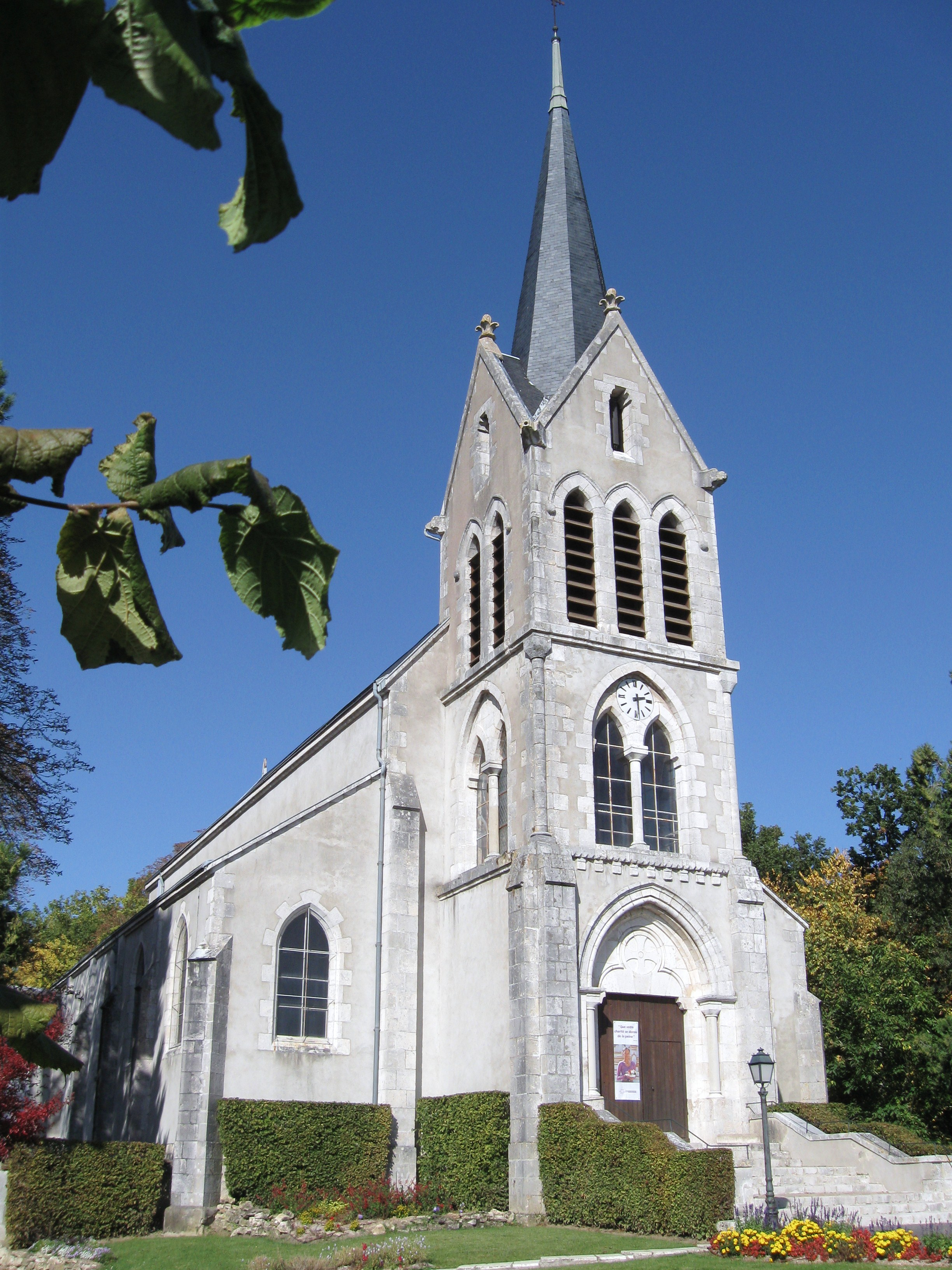
Kerk van Saint-Pryvé-Saint-Mesmin
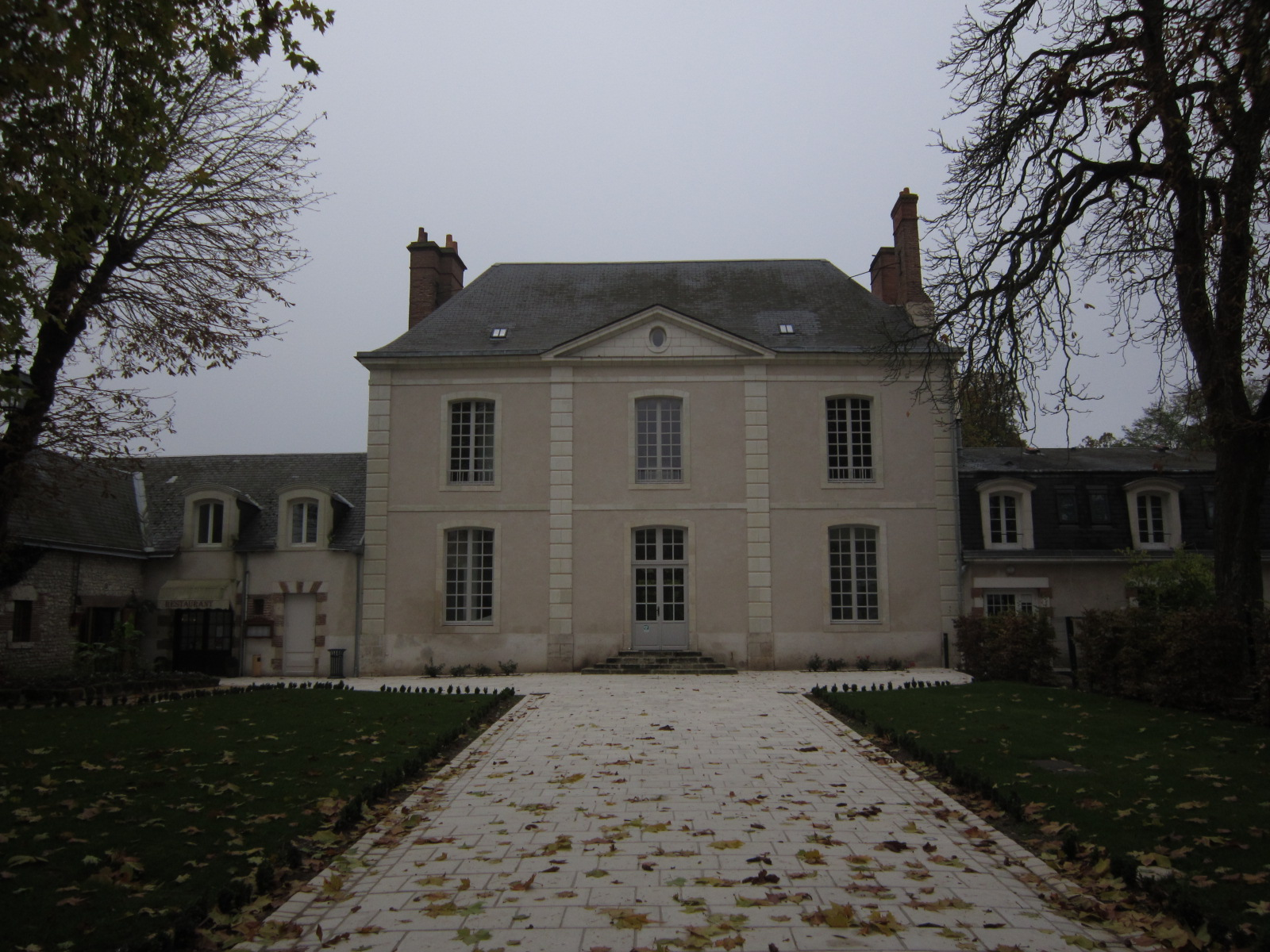
La Trésorerie

## Geografie
De oppervlakte van Saint-Pryvé-Saint-Mesmin bedroeg op 1 januari 2022 8,87 vierkante kilometer; de bevolkingsdichtheid was toen 699 inwoners per km².

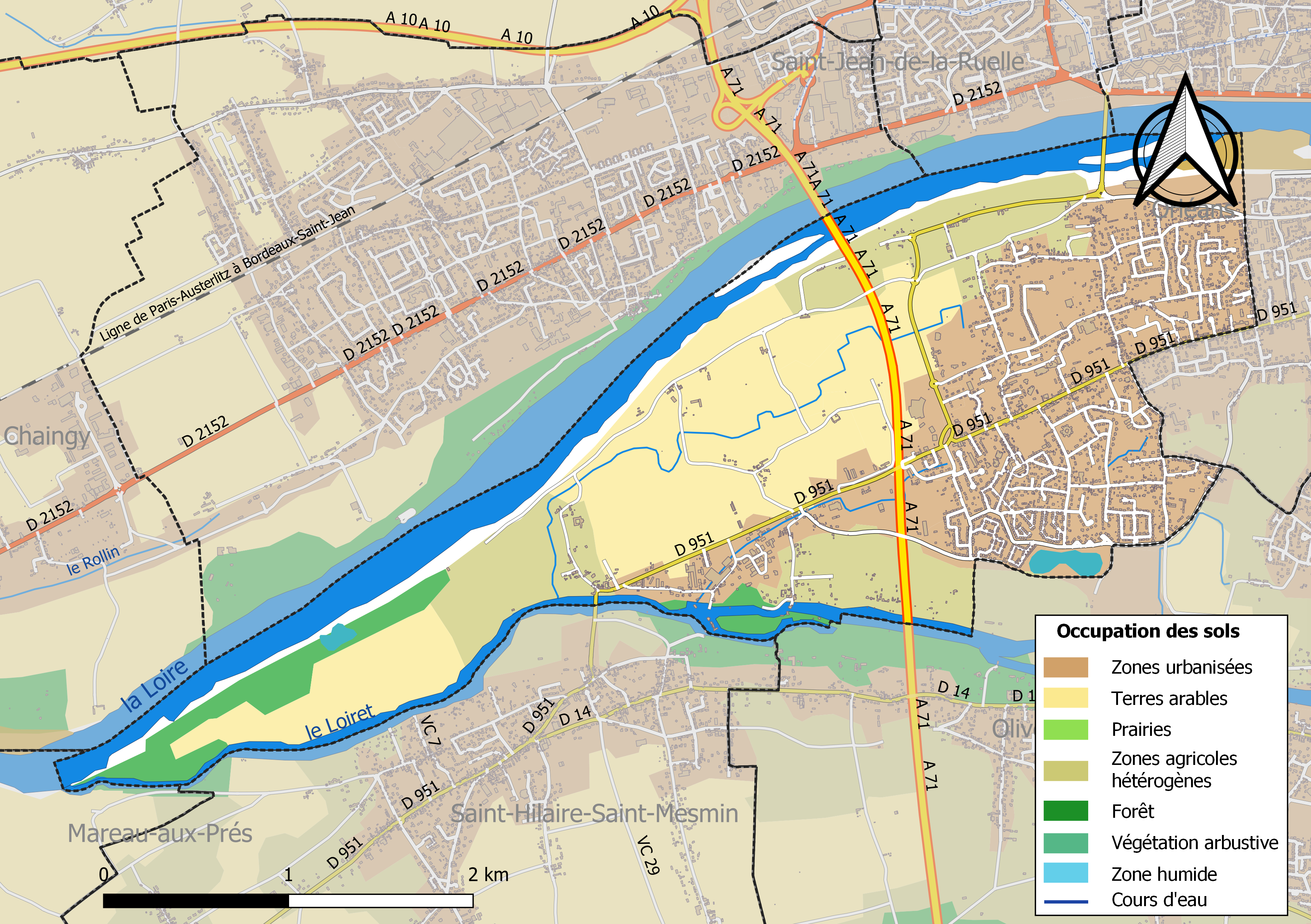
Kaart van de gemeente met de belangrijkste infrastructuur, bodemgebruik en omliggende gemeenten

## Demografie
Onderstaande figuur toont het verloop van het inwonertal (bron: INSEE-tellingen).